# Wiesław Pyzalski
Wiesław Pyzalski (ur. 26 października 1962 w Wieluniu) – polski muzyk, multiinstrumentalista, popularyzator muzyki.

## Życiorys
Szkołę podstawową i średnią ukończył w rodzinnej Praszce. W wieku 13 lat rozpoczął naukę gry na instrumentach muzycznych. Maturę zdał w 1982. Był zatrudniony w Zakładach Sprzętu Motoryzacyjnego w Praszce na stanowisku referenta (1982–1985). Podczas zatrudnienia został powołany do odbycia zasadniczej służby wojskowej w charakterze muzyka w zespole estradowym i orkiestrze wojskowej (1982–1984).
Był instruktorem muzyki w Młodzieżowym Domu Kultury w Wieluniu (1986–1987). Ukończył Studium Muzyczne i Studium Pedagogiczne zorganizowane przez Instytut Kształcenia Nauczycieli im. W. Spasowskiego w Warszawie (1988). Pracował jako nauczyciel muzyki w szkołach podstawowych w Praszce (1987–2002). Był uczniem prof. Mirosława Niziurskiego (1992–1993). Ukończył studia w Instytucie Edukacji Muzycznej Wyższej Szkoły Pedagogicznej w Kielcach na podstawie pracy magisterskiej pt. Stosunek dzieci klas 1–8 szkoły podstawowej do muzyki jazzowej (1998). Wpisany do Złotej Księgi Absolwentów UJK w Kielcach za osiągnięcia naukowe i aktywność naukowo-społeczną (2018). Jest członkiem Stowarzyszenia Polskich Artystów Muzyków w Warszawie. Został wyróżniony dyplomem uznania SPAM (2019)
Prowadzi działalność gospodarczą związaną z wystawianiem przedstawień artystycznych (od 1993). Wystąpił w ponad 1700 placówkach oświatowych na terenie całej Polski popularyzując, wśród dzieci i młodzieży, muzykę poważną, jazzową, filmową, patriotyczną, innych narodów, ludową, poezję i kolędy.

## Wyróżnienia i odznaczenia
Otrzymał Srebrny Krzyż Zasługi (2011), Srebrny Medal za Długoletnią Służbę (2011), Medal Komisji Edukacji Narodowej (2014), Złoty Krzyż Zasługi (2014), Brązowy Medal „Zasłużony Kulturze Gloria Artis” (2017) oraz Krzyż Kawalerski Orderu Odrodzenia Polski za wybitne zasługi w upowszechnianiu kultury muzycznej wśród dzieci i młodzieży, za działalność społeczną i charytatywną (2022). Ponadto został wyróżniony nagrodą specjalną Ministra Kultury i Dziedzictwa Narodowego za zasługi dla kultury polskiej (2009), za zasługi dla polskiej kultury muzycznej (2015) oraz za osiągnięcia w upowszechnianiu kultury muzycznej (2023), nagrodą Marszałka Województwa Opolskiego dla animatorów i twórców kultury (2019), a także odznaką Towarzystwa Przyjaciół Dzieci „Przyjaciel Dziecka” za pracę społeczną dla dobra dzieci (2010) i Złotą Odznaką Stowarzyszenia Polskich Artystów Muzyków za zasługi dla środowiska muzycznego, aktywność artystyczną i społeczną (2023)

## Życie prywatne
W związku małżeńskim z Małgorzatą Krykwińską od 1990 r., z którą ma córkę Agnieszkę (ur. 1995).